# Discóbolo del Estadio Nacional
Discóbolo del Estadio Nacional, conocido popularmente como «El pilucho», es una escultura ubicada en uno de los accesos al Estadio Nacional de Chile, específicamente en el ingreso al recinto deportivo ubicado en la Avenida Grecia, en Santiago de Chile. Es una réplica en bronce del Discóbolo, aunque en una versión diferente a la clásica, ya que presenta su cuerpo erguido y no en posición de lanzamiento de disco.

## Historia
Fue donada por la comunidad griega en Chile en 1958, por lo cual en 1962 se dio el nombre de avenida Grecia a la arteria donde se instaló el Discóbolo.
En 2009, el alcalde de la comuna de Ñuñoa, Pedro Sabat, instaló un moai al costado del Discóbolo, lo cual generó el rechazo del Consejo de Monumentos Nacionales (CMN), ya que la nueva estatua transgredía la estética del estadio, declarado Monumento Histórico en 2003. Finalmente, el moai fue trasladado al otro lado de la avenida Grecia, en el bandejón central de la calle Campos de Deportes.
En 2010 el Discóbolo fue restaurado, quitándole las capas de pintura blanca que le habían sido añadidas durante los años.